# Kanton Clerval
Clerval is een voormalig kanton van het Franse departement Doubs. Het kanton maakte deel uit van het arrondissement Montbéliard. Op 22 maart 2015 werd het opgeheven bij toepassing van het decreet van 25 februari 2014 en de gemeenten werden opgenomen in het op dezelfde dag gevormde kanton Bavans.

## Gemeenten
Het kanton Clerval omvatte de volgende gemeenten:
- Anteuil
- Belvoir
- Branne
- Chaux-lès-Clerval
- Chazot
- Clerval (hoofdplaats)
- Crosey-le-Grand
- Crosey-le-Petit
- Fontaine-lès-Clerval
- L'Hôpital-Saint-Lieffroy
- Orve
- Pompierre-sur-Doubs
- Rahon
- Randevillers
- Roche-lès-Clerval
- Saint-Georges-Armont
- Sancey-le-Grand
- Sancey-le-Long
- Santoche
- Surmont
- Vellerot-lès-Belvoir
- Vellevans
- Vyt-lès-Belvoir